# Söderfors socken
Söderfors socken i Uppland ingick i Örbyhus härad, ingår sedan 1974 i Tierps kommun och motsvarar från 2016 Söderfors distrikt.
Socknens areal är 106,87 kvadratkilometer varav 82,27 land. År 2000 fanns här 2 257 invånare. Tätorten  Söderfors med sockenkyrkan Söderfors kyrka ligger i socknen.   

## Administrativ historik
Söderfors kyrksocken bildades 2 november 1699 i anslutning till Söderfors bruk, området tillhörde dessförinnan Tierps socken. Först 20 juni 1801 bildades en särskild jordebokssocken för Söderfors. 29 september 1825 överfördes Jörtsön från Hedesunda socken, vilken sedan kvarlåg i Gävleborgs län till 1936.
Vid kommunreformen 1862 övergick socknens ansvar för de kyrkliga frågorna till Söderfors församling och för de borgerliga frågorna bildades Söderfors landskommun. Landskommunen uppgick 1974 i Tierps kommun. Församlingen uppgick 2009 i Tierp-Söderfors församling.
1 januari 2016 inrättades distriktet Söderfors, med samma omfattning som församlingen hade 1999/2000.  
Socknen har tillhört län, fögderier, tingslag och domsagor enligt vad som beskrivs i artikeln Örbyhus härad. De indelta soldaterna tillhörde Upplands regemente.

## Geografi
Söderfors socken ligger nordväst om Tierp med Dalälven i väster. Socknen är myrrik skogsbygd.
Förutom tätorten Söderfors ingår byarna Brusbo, Grimsarbo, Harsbo, Nionberg, Nöttbo och Untra i socknen.
I nordost ligger skogsområdet Untrakilen, vars namn kommer sig av att socknen där har en kil in i grannsocknen. Untraverkets kraftstation ligger inom socknen.

## Fornlämningar
Enstaka lösfynd från stenåldern har påträffats.

## Namnet
Namnet skrevs 1356 Sydderfors syftar på en fors i Dalälven liggande söder om Järtsön och forsarna norr därom.